# 太田由希奈
太田 由希奈（おおた ゆきな、ラテン文字：Yukina Ota、1986年11月26日 - ）は、日本の元フィギュアスケート選手（女子シングル）。2004年四大陸選手権優勝。2003年世界ジュニア選手権優勝。
アマチュア引退後の現在は、プロスケーター・コーチ・振付師・テレビ解説者などで活動中。

## 人物
京都府京都市生まれ。幼少期は本格的なモンテッソーリ教育を実践する深草こどもの家に通い、集中力を養う土台が作られる。その後宇治市に転居し宇治市立木幡中学校、同志社女子高等学校卒業。同志社大学政策学部入学後、練習拠点を東京に移すために2007年に退学し、法政大学通信教育部文学部日本文学科に入学し直した。2008年に競技を引退し、2009年4月からは同志社大学に法政大学から編入して復学し卒業。趣味は家事全般とスポーツ観戦。スポーツマンというよりは気性の激しい芸術家肌といった性格で、自身も「現役時代は嵐のようだった」と語っている。
指先まで神経の行き届いた表現力と所作の美しさから「氷上のバレリーナ」の名を取り、海外でも高い評価を受けていた。レイバックスピンやイナバウアーの美しさにも定評がある。しかし、右足首の故障でジャンプの確実性を損ね、3回転ルッツや3回転フリップはプログラムから外すようになった。

## 経歴
4歳のとき、京都醍醐スケートリンクで濱田美栄に声をかけられ、6歳から競技を始めた。小学校3年生からはクラシックバレエにも取り組み、小学校6年生で3回転ジャンプを跳んだ。
2001-2002シーズンにISUジュニアグランプリ (JGP)ソフィア杯で優勝し、JGPファイナルに進出。2002-2003シーズンのJGPファイナルで優勝し、世界ジュニア選手権でも日本人女子シングル選手として小岩井久美子以来10年ぶりとなる優勝を果たした。
2003-2004シーズンにはシニアの国際大会デビュー戦となる四大陸選手権で優勝し、2006年トリノオリンピックに向けて期待を集めた。しかし、持ち味だった関節の柔らかさがかえって仇となり、右足首の骨挫傷という選手として致命的な怪我を負ってしまった。2004-2005シーズン途中からは競技会に出られない日々が続き、引退やアイスダンス転向も検討したが、シングルでの復帰を目指してアメリカでリハビリに励んだ。アメリカではアレクシ・ギレスの家にホームステイし、ジュディ・ブルンバーグの誘いで「アイスシアター・オブ・ニューヨーク」に出演した。
2006年、「KTV Diamond Ice 2006」で久々に日本国内のファンに演技を見せた。同年からは練習拠点を東京に移し、樋口豊の指導を受けて2010年バンクーバーオリンピック出場を目指した。2007-2008シーズンにはゴールデンスピンで国際競技会にも復帰した。しかし、怪我は完治すること無く2008年の東京選手権を欠場した後、引退を発表した。
2008年12月からプロスケーター活動を開始し、2009年から2015年までプリンスアイスワールドでキャストを務めた。2009年には同志社大学政策学部に1年生として再入学した。2012年に同志社大学卒業。2013年、同志社大学大学院総合政策科学研究科入学。

## 主な戦績
| 大会/年                   | 1999-00 | 2000-01 | 2001-02 | 2002-03 | 2003-04 | 2004-05 | 2005-06        | 2006-07 | 2007-08 |
| ------------------------- | ------- | ------- | ------- | ------- | ------- | ------- | -------------- | ------- | ------- |
| 四大陸選手権              |         |         |         |         | 1       |         | 全 試 合 欠 場 |         |         |
| 全日本選手権              |         |         |         | 4       | 5       |         | 全 試 合 欠 場 | 12      | 7       |
| GPスケートアメリカ        |         |         |         |         |         | 7       | 全 試 合 欠 場 |         |         |
| GPNHK杯                   |         |         |         |         | 6       |         | 全 試 合 欠 場 |         |         |
| GPスケートカナダ          |         |         |         |         | 4       |         | 全 試 合 欠 場 |         |         |
| ゴールデンスピン          |         |         |         |         |         |         | 全 試 合 欠 場 |         | 4       |
| 世界Jr.選手権             |         |         | 9       | 1       |         |         | 全 試 合 欠 場 |         |         |
| 全日本Jr.選手権           | 11      | 6       | 3       | 3       |         |         | 全 試 合 欠 場 |         |         |
| JGPファイナル             |         |         | 6       | 1       |         |         | 全 試 合 欠 場 |         |         |
| JGPトラパネーゼ杯         |         |         |         | 1       |         |         | 全 試 合 欠 場 |         |         |
| JGPベオグラード・スパロー |         |         |         | 1       |         |         | 全 試 合 欠 場 |         |         |
| JGPサルコウ杯             |         |         | 4       |         |         |         | 全 試 合 欠 場 |         |         |
| JGPソフィア杯             |         |         | 1       |         |         |         | 全 試 合 欠 場 |         |         |

### 詳細
| 2007-2008 シーズン  |                                              |         |         |          |
| 開催日              | 大会名                                       | SP      | FS      | 結果     |
| 2007年12月26日-28日 | 第76回全日本フィギュアスケート選手権（大阪） | 7 50.84 | 8 92.12 | 7 142.96 |
| 2007年11月8日-11日  | 2007年ゴールデンスピン（ザグレブ）           | 4 45.62 | 4 82.81 | 4 128.43 |

| 2006-2007 シーズン  |                                                |         |          |           |
| 開催日              | 大会名                                         | SP      | FS       | 結果      |
| 2006年12月27日-29日 | 第75回全日本フィギュアスケート選手権（名古屋） | 7 54.46 | 13 88.16 | 12 142.62 |

| 2004-2005 シーズン  |                                                        |         |         |          |
| 開催日              | 大会名                                                 | SP      | FS      | 結果     |
| 2004年10月21日-24日 | ISUグランプリシリーズ スケートアメリカ（ピッツバーグ） | 5 47.42 | 7 83.28 | 7 130.70 |

| 2003-2004 シーズン     |                                                    |         |         |          |
| 開催日                 | 大会名                                             | SP      | FS      | 結果     |
| 2004年1月19日-25日     | 2004年四大陸フィギュアスケート選手権（ハミルトン） | 3       | 2       | 1        |
| 2003年12月25日-26日    | 第72回全日本フィギュアスケート選手権（長野）       | 4       | 5       | 5        |
| 2003年11月27日-30日    | ISUグランプリシリーズ NHK杯（旭川）                | 7 47.72 | 6 86.07 | 6 133.79 |
| 2003年10月30日-11月3日 | ISUグランプリシリーズ スケートカナダ（ミシサガ）   | 2 63.90 | 4 98.69 | 4 162.59 |

| 2002-2003 シーズン     |                                                              |      |    |    |      |
| 開催日                 | 大会名                                                       | 予選 | SP | FS | 結果 |
| 2003年2月24日-3月2日   | 2003年世界ジュニアフィギュアスケート選手権（オストラヴァ）   | 1    | 2  | 1  | 1    |
| 2002年12月19日-22日    | 第71回全日本フィギュアスケート選手権（京都）                 | -    | 4  | 4  | 4    |
| 2002年12月12日-15日    | 2002/2003 ISUジュニアグランプリファイナル（ハーグ）          | -    | 3  | 1  | 1    |
| 2002年11月23日-24日    | 第71回全日本フィギュアスケートジュニア選手権（名古屋）       | -    | 7  | 2  | 3    |
| 2002年10月30日-11月3日 | ISUジュニアグランプリ トラパネーゼ杯（ミラノ）               | -    | 2  | 1  | 1    |
| 2002年9月12日-15日     | ISUジュニアグランプリ ベオグラード・スパロー（ベオグラード） | -    | 1  | 1  | 1    |

| 2001-2002 シーズン  |                                                        |      |    |    |      |
| 開催日              | 大会名                                                 | 予選 | SP | FS | 結果 |
| 2002年3月3日-10日   | 2002年世界ジュニアフィギュアスケート選手権（ハーマル） | 6    | 6  | 9  | 9    |
| 2001年11月23日-24日 | 第70回全日本フィギュアスケートジュニア選手権（東京）   | -    | 2  | 4  | 3    |
| 2001年12月13日-16日 | 2002/2003 ISUジュニアグランプリファイナル（ブレッド）  | -    | 6  | 6  | 6    |
| 2001年11月1日-4日   | ISUジュニアグランプリ サルコウ杯（マルメ）             | -    | 6  | 4  | 4    |
| 2001年9月12日-15日  | ISUジュニアグランプリ ソフィア杯（ソフィア）           | -    | 1  | 2  | 1    |

| 2000-2001 シーズン |                                                       |    |    |      |
| 開催日             | 大会名                                                | SP | FS | 結果 |
| 2001年3月22日-24日 | 2001年ムラドストトロフィー ジュニアクラス（ザグレブ） | 4  | 4  | 4    |

## プログラム
| シーズン  | SP                                                                       | FS | EX                                                                                   |
| --------- | ------------------------------------------------------------------------ | --- | ------------------------------------------------------------------------------------ |
| 2008-2009 | 白鳥の湖 作曲：ピョートル・チャイコフスキー 振付：アストリッド・シュラブ | アランフエス協奏曲 作曲：ホアキン・ロドリーゴ 振付：デヴィッド・ウィルソン                                     | ウィンターライト 作曲：サラ・ブライトマン 振付：太田由希奈                           |
| 2007-2008 | 歌劇『蝶々夫人』より 作曲：ジャコモ・プッチーニ                          | アランフエス協奏曲 作曲：ホアキン・ロドリーゴ 振付：デヴィッド・ウィルソン                                     | ウィンターライト 振付：太田由希奈、樋口豊ラブストーリー                              |
| 2006-2007 | 白鳥の湖 作曲：ピョートル・チャイコフスキー 振付：カタリナ・リンデン     | バレエ音楽『恋は魔術師』より ファイアーダンス/火祭りの踊り 作曲：マヌエル・デ・ファリャ 振付：トム・ディクソン | Anytime, Anywhere 作曲：トマゾ・アルビノーニ、ボーカル：サラ・ブライトマン           |
| 2005-2006 | ツィガーヌ 作曲：モーリス・ラヴェル 振付：トム・ディクソン               | 歌劇『蝶々夫人』より 作曲：ジャコモ・プッチーニ 振付：トム・ディクソン                                         | タンゴ 映画『シャル・ウィ・ダンス?』より 振付：トム・ディクソン                      |
| 2004-2005 | ツィガーヌ 作曲：モーリス・ラヴェル 振付：トム・ディクソン               | 歌劇『蝶々夫人』より 作曲：ジャコモ・プッチーニ 振付：トム・ディクソン                                         | Anytime, Anywhere 作曲：トマゾ・アルビノーニ、ボーカル：サラ・ブライトマン           |
| 2003-2004 | ピカソダンス 作曲：ヒロシマ 振付：トム・ディクソン                       | ダフニスとクロエ 作曲：モーリス・ラヴェル 振付：トム・ディクソン                                               | ラスト・ダンス 作曲：ポール・ジャバラ、ボーカル：ドナ・サマー 振付：トム・ディクソン |
| 2002-2003 | 死の舞踏 作曲：カミーユ・サン＝サーンス                                  | 歌劇『トゥーランドット』より 作曲：ジャコモ・プッチーニ、演奏：ヴァネッサ・メイ 振付：トム・ディクソン         | 黄昏のワルツ 作曲：加古隆                                                            |
| 2001-2002 | ポエタ ビセンテ・アミーゴ                                                | 歌劇『トゥーランドット』より 作曲：ジャコモ・プッチーニ、演奏：ヴァネッサ・メイ 振付：トム・ディクソン         | -                                                                                    |
| 2000-2001 | タンゴ シルク・ドゥ・ソレイユより                                        | ミュージカル『ウエスト・サイド物語』より 作曲：レナード・バーンスタイン                                        | -                                                                                    |

## 出演
- バンクーバーオリンピック女子シングル公式練習解説（2010年2月25日、NHK総合）
- 同フリースタジオ出演（2010年2月26日、NHK総合）
- 2010年NHK杯国際フィギュアスケート競技大会・ようこそ「豊の部屋」へ～KISS&CRY～（2010年10月24日、NHKデジタル衛星ハイビジョン）
- 2011年ヨーロッパフィギュアスケート選手権・女子シングル解説（2011年1月28日（ショートプログラム）・1月29日（フリー）、J SPORTS）
- サンデースポーツ（2011年2月20日、NHK総合）
- 2011年世界フィギュアスケート選手権・女子シングル解説（2011年4月29日（ショートプログラム）、J SPORTS）
- Sportsプラス（2012年- NHK総合　主にフィギュアスケートシーズンの10-3月を中心に不定期出演）

## 受賞

### 日本オリンピック委員会
- 2002年度JOCスポーツ賞 新人賞